# Kemal Güven
Kemal Güven né en 1921 à Erzincan (Empire Ottoman) et mort le 10 juillet 2013 à Ankara (Turquie) est un homme politique turc.
Diplômé de la faculté de droit de l'Université d'Ankara, il est vice-procureur de Posof, de Kağızman, de Tuzluca et entre 1965-1969 d'Ankara, il est député de CHP de Kars (1954-1965 et 1969-1980) il est le président de l'Assemblée nationale (1973-1977)